# Manp'o
Manp'o (만포시?, 滿浦市?, Manp'o-siLR), è una città della provincia nordcoreana del Chagang.